# Буєвський Борис Миколайович
Борис Миколайович Буєвський (нар. 7 червня 1935, Кривий Ріг) — радянський та український композитор, автор 10 симфоній, балетів «Пісня синього моря» (1965) та «Устим Кармелюк» (1980), музики до мультфільму про козаків і багатьох естрадних пісень, популярних у 1960—1970-ті роки: «На долині туман», «Кохання моє», «Карпатська ніч», «Пісня про вірність», «Подаруй мені весну» та ін.

## Життєпис
Закінчив музичне училище при Ленінградській консерваторії та Харківську консерваторію (1959, за класом композиції професора Дмитра Клебанова).
У 1959—1961 роках викладав у Донецькому музичному училищі.
Автор 10 симфоній, балетів «Пісня синього моря» (1965; 1-а постановка — 1966, Одеса) та «Устим Кармелюк» (3 концерти для струн. інструментів, 1980), вокальних циклів на вірші В. Шекспіра, П. Верлена, Р. Бернса, більш як 100 пісень, музики до драматичних вистав, увертюр, концертів; вокально-симфонічної ораторії «Мандрівки серця» на слова Ліни Костенко й Тамари Коломієць (1964).
Автор музики до багатьох художніх, анімаційних і документальних фільмів.
Член Спілки композиторів України з 1961.
У 1960—1993 роках мешкав у Києві, від 1993 року постійно мешкає у Бельгії.

## Творчість

### Естрадні пісні
- А вони летять (сл. Станіслава Реп'яха) — Микола Кондратюк
- Все при мені (сл. Миколи Вінграновського) — Валентина Купріна
- Карпатська ніч (сл. Степана Пушика) — ВІА «Корабели»
- Кохання моє (сл. Валентини Малишко) — Діана Петриненко
- На долині туман (сл. Василя Діденка) — Микола Кондратюк
- Пісня про вірність (сл. Михайла Сіренка) — Костянтин Огнєвий
- Подаруй мені весну (сл. Сергія Юзишина) — Валентина Купріна
- Стало тихо (сл. Миколи Кабалюка) — Валентина Купріна
- Тече ріка дзвінка (сл. К. Дрока) — Микола Кондратюк

## Фільмографія
- «Підірваний світанок» (1965, «Київнаукфільм», режисер Фелікс Соболєв)[2][3]
- «Камінний живопис» (1967, «Київнаукфільм», режисер Григорій Кохан)[4]
- «Мова тварин» (1967, науково-популярний фільм, «Київнаукфільм», у співавт.)
- «Солдатки» (1977, художній фільм, Одеська кіностудія)

Музика до художніх фільмів кіностудії ім. О. Довженка:
- «Зайвий хліб» (1966),
- «Десятий крок» (1967)
- «Падав іній» (1969)
- «Софія Грушко» (1971)
- «Веселі Жабокричі» (1971)
- «Тихі береги» (1972)
- «Адреса вашого дому» (1972)
- «Вогонь» (1973)
- «Анна і Командор» (1974)
- «Біле коло» (1974)
- «Канал» (1975)
- «Якщо ти підеш...»‎ (1977)
- «Бунтівний „Оріон“» (1978)

Музика до анімаційних фільмів:
- «Лелеченя» (1964)
- «Зелена кнопка»‎ (1965)
- «Злісний розтрощувач яєць», «Ведмедик і той, що живе в річці» (1966)
- «Пісенька в лісі», «Легенда про полум'яне серце», «Зенітка» (1967)
- «Опудало (мультфільм)» (1968)
- «Марс ХХ», «Кит і кіт» (1969)
- «Хлопчик і хмаринка», «Журавлик», «Як козаки у футбол грали» (1970)
- «Страшний, сірий, кудлатий», «Дивовижне китеня», «Солом'яний бичок», «Про смугасте слоненя» (1971)
- «Про порося, яке вміло грати у шашки», «Бегемот та сонце», «Як жінки чоловіків продавали» (1972)
- «Теплий хліб» (1973)
- «Салют» (1975)
- «Як чоловіки жінок провчили», «Лісова пісня» (1976)
- «Чому у віслюка довгі вуха» (1977)
- «Нічні капітани», «Ватажок», «Як козаки олімпійцями стали» (1978)
- «Люлька миру», «Квітка папороті» (1979)
- «Одного разу я прийшов додому» (1980) та ін.

## Родина
Син — Буєвський Тарас Борисович (нар. 23 червня 1957, Харків) — композитор, флейтист, мешкає у Москві.